# Norge (Oklahoma)
Norge é uma cidade  localizada no estado norte-americano de Oklahoma, no Condado de Grady.

## Demografia
Segundo o censo norte-americano de 2000, a sua população era de 82 habitantes.
Em 2006, foi estimada uma população de 92, um aumento de 10 (12.2%).

## Geografia
De acordo com o United States Census Bureau tem uma área de
0,3 km², dos quais 0,3 km² cobertos por terra e 0,0 km² cobertos por água.

## Localidades na vizinhança
O diagrama seguinte representa as localidades num raio de 24 km ao redor de Norge.